# St. Patrick’s Athletic F.C.
St. Patrick’s Athletic Football Club (irl. Cumann Peile Lúthchleas Phádraig Naofa) – irlandzki klub piłkarski z siedzibą w Dublinie.

## Osiągnięcia
- Mistrz Irlandii (8): 1951/52, 1954/55, 1955/56, 1989/90, 1995/96, 1997/98, 1998/99, 2013.
- Puchar Irlandii (FAI Cup) (5): 1959, 1961, 2014, 2021, 2023
- Puchar Ligi (Football League of Ireland Cup) (2): 2000/01, 2003
- Superpuchar Irlandii (FAI Super Cup): 1999

## Historia
St Patrick's Athletic założony został w 1929 roku. Początkowo klub grał na stadionie Phoenix Park. W 1930 roku St Pats przenieśli się na stadion Richmond Park. Piłkarze klubu zwanego Saints lub Pats pięli się w górę, aż w 1940 roku dotarli do najwyższego szczebla poza ligą Irlandii. Po wygraniu FAI Intermediate Cup w 1948 i 1949 St Pats zachęceni zostali do przystąpienia do regularnych rozgrywek ligowych (Football League of Ireland).
W 1951 klub wraz z pochodzącym z Cork klubem Evergreen United awansował do pierwszej ligi. Debiutancki sezon 1951/52 okazał się niezwykle udany, gdyż St Pats zdobyli tytuł mistrza Irlandii. Następne tytuły mistrzowskie klub zdobył w sezonie 1954/55 i 1955/56. Puchar Irlandii klub zdobył w 1959 roku. Sukces ten został powtórzony w 1961. Później jednak pomimo tego, że klub wiele razy dotarł do finału, nie udało się po raz trzeci zdobyć krajowego pucharu.
Wielu piłkarzy klubu grających w czasach złotej ery wciąż cieszy się wielką popularnością. Należą do nich Ginger O'Rourke, Harry Boland, reprezentant Irlandii Shay Gibbons, Ronnie Whelan Snr. oraz Willie Peyton.
Na początku klub często zmieniał swoją siedzibę, rozgrywając mecze domowe na boiskach Milltown, Chapelizod Greyhound Stadium oraz Dalymount Park. Na swój początkowy stadion Richmond Park klub powrócił w 1960 roku i pozostał tam do 1989 roku. Podczas następnego okresu "wygnania" klub rozgrywał mecze domowe na stadionie Harolds Cross, a na Richmond Park powrócił ostatecznie w 1993 roku.
St Pats w drugiej połowie lat 60., w latach 70. i w pierwszej połowie lat 80. należeli do słabszych drużyn pierwszej ligi, a jedynym osiągnięciem klubu w tym okresie było dotarcie do finału Pucharu Irlandii. Niewielu było także wybitnych piłkarzy poza Noelem Campbellem, który przeniósł się do Niemiec, gdzie rozegrał 8 sezonów w Fortunie Kolonia. Jednak największą gwiazdą klubu w tym mizernym okresie był Paul McGrath, który przybył z młodzieżowego zespołu Dalkey United. Już w pierwszym sezonie swoją grą zdobył sobie miano najlepszego gracza pierwszej ligi irlandzkiej, co spowodowało, że przeniósł się do Manchester United.
Punktem zwrotnym w historii klubu było zatrudnienie w 1986 roku na stanowisku trenera Briana Kerra. Kerr, pomimo skromnych środków, jakimi dysponował, stworzył zespół zdolny do walki o najwyższe krajowe trofea. W 1988 roku klub stracił szansę na mistrzowski tytuł w ostatniej kolejce, ale dwa lata później St. Patrick's Athletic bezdyskusyjnie został najlepszą drużyną klubową Irlandii. Sukces ten był zapowiedzią drugiej w historii klubu epoki świetności. Na zakończenie sezonu 1988/89 St Pats musieli na pewien czas opuścić Richmond Park w związku z jego gruntowną przebudową.
Kerr połączył młodych graczy klubu (Paul Osam, Curtis Fleming, Pat Fenlon, John McDonnell) z doświadczonymi ligowcami przybyłymi z innych klubów (Damian Byrne, Dave Henderson), tworząc zespół, który rozgrywając mecze domowe na stadionie Harold's Cross wiosną 1990 roku sięgnął do pierwszy od 34 lat tytuł mistrza Irlandii. Większość irlandzkich komentatorów piłkarskich była przekonana, że zespół ten przez pewien okres zdominuje klubową piłkę w Irlandii. Jednak wkrótce doszło do serii prób przejęcia klubu, które zmusiły Kerra do rozwiązania drużyny. Latem 1992 roku klubowi zagroziło nawet rozwiązanie, jednak w końcu grupa inwestorów (a wśród nich Kerr) sumą 82 000 £ uratowała klub przed upadkiem.
Po czteroletnim okresie gry na Harold's Cross w 1993 roku klub wrócił na odnowiony Richmond Park. Kerr ponownie przystąpił do budowania zespołu zdolnego do walki o prymat w Irlandii. Przy wsparciu nowo mianowanego dyrektora generalnego i byłego piłkarza Pata Dolana oraz nowego prezesa Tima O'Flahertyego klub w 1996 roku piąty raz w swych dziejach został mistrzem Irlandii.
W barwach klubu niebawem pojawiła się plejada zdolnych graczy jak Eddie Gormley, Paul Osam, Ricky O'Flaherty oraz Colin Hawkins i Trevor Molloy, przyciągając swą grą tysiące widzów na Richmond Park. Gdy Kerr zrezygnował z posady trenera w związku z objęciem stanowiska dyrektora szkoleniowego irlandzkiej federacji piłkarskiej, pracę z zespołem przez pewien czas kontynuował Pat Dolan, po czym zatrudniono nowego trenera Liama Buckleya.
Drużyna grała znakomicie, dwa razy z rzędu sięgając po mistrzostwo Irlandii - w 1998 i 1999 roku, co pozwoliło zaprezentować się klubowi w europejskich pucharach (Liga Mistrzów UEFA (1998/1999) i Liga Mistrzów UEFA (1999/2000)). Po niespodziewanym remisie 0:0 z Celtikiem Glasgow na Celtic Park zanosiło na sensacyjny awans drużyny irlandzkiej, jednak w rewanżu na Tolka Park w Dublinie wygrała drużyna szkocka. Kolejny występ w Pucharze Europy zakończył się dla St.Patrick's Athletic dwumeczem z mołdawskim klubem Zimbru Kiszyniów, w którym drużyna irlandzka straciła 10 bramek nie zdobywając żadnej.
W nowe milenium klub wszedł z nowymi sukcesami, wygrywając w sezonie 2000/01 Puchar Ligi (Football League of Ireland Cup) oraz Leinster Senior Cup. W 2001/02 doszło do nieprawidłowości związanych ze zgłaszaniem piłkarzy klubu do rozgrywek ligowych, przez co klubowi odjęto 9 punktów za grę nieuprawnionego piłkarza (Paul Marney) w trzech meczach sezonu. Decyzja ta jednak została anulowana 22 marca 2002 na sądzie rozjemczym. Następnie klubowi odjęto 15 punktów za wystawienie w 5 ligowych spotkaniach Charlesa Mbabaziego, którego klub nie zgłosił przed terminem 12 września 2001. Działacze klubu tłumaczyli się, że piłkarz ten zgłoszony już został przed poprzednim sezonem, jednak apelacja klubu została odrzucona przez federację. Kibice klubu do dziś uważają, że to właśnie St.Patrick's Athletic jest prawowitym mistrzem Irlandii sezonu 2001/02. W sezonie tym działacze klubu planowali fuzję z zespołem St. Francis F.C., do której jednak nie doszło po ostrych protestach kibiców.
Latem 2002 roku nowym prezesem klubu został Andrew O'Callaghan. Z miejsca przystąpił do modernizacji klubu i renowacji klubowego boiska. W Pucharze Intertoto St Pats sprawili wielką sensację eliminując po wygraniu obu meczów chorwacki klub NK Rijeka. St. Patrick's Athletic w końcu został wyeliminowany przez belgijski K.A.A. Gent.
W 2004 roku klub obchodził 75 rocznicę swego istnienia. W 2005 federacja zmusiła klub, by swoje mecze domowe wspólnie z klubem Shamrock Rovers rozgrywał na stadionie w Tallaght. Z tego powodu doszło do gwałtownych protestów kibiców klubu oraz grupy zwącej siebie Pats of Richmond. W lipcu 2006 klub, kupując budynek Richmond House pub (znany też jako McDowell's) z przeznaczeniem na przyszły dom klubowy, zasygnalizował swoją wolę pozostania na Richmond Park.

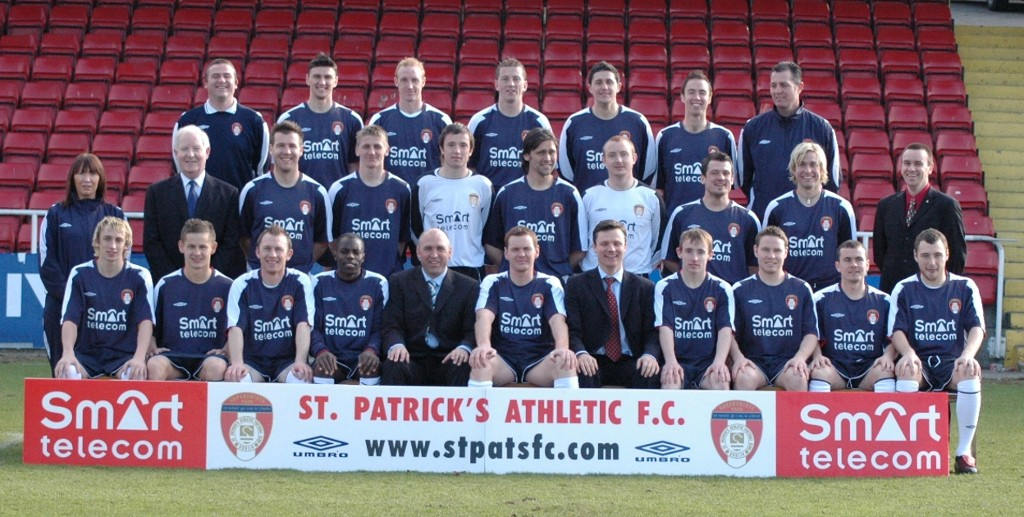
2006 - St. Patrick's Athletic w strojach wyjazdowych

W grudniu 2006 roku klub przegrał finał Pucharu Irlandii i wciąż był jedynie dwukrotnym zdobywcą tego trofeum. Na początku 2007 roku St. Patrick's Athletic został zakupiony przez zamożnego magnata Garretta Kellehera.
Po kilku miesiącach negocjacji Kelleher 19 lipca 2007 mianował siebie prezesem klubu. Jednym z pierwszych posunięć nowego prezesa było powołanie byłego trenera Briana Kerra na stanowisko kierownika piłki nożnej (director of football). Irlandzkie gazety szeroko opisywały zamiar Kellehera, by zainwestować w St. Patrick's Athletic 50 milionów euro w celu unowocześnienia klubowego stadionu Richmond Park.

## Aktualny skład
Stan na 12 lipca 2014
| Nr | Poz. | Piłkarz               |
| -- | ---- | --------------------- |
| 1  | BR   | Brendan Clarke        |
| 2  | OB   | Ger O'Brien (kapitan) |
| 3  | OB   | Ian Bermingham        |
| 4  | OB   | Derek Foran           |
| 5  | OB   | Ken Oman              |
| 6  | PO   | Greg Bolger           |
| 7  | PO   | Conan Byrne           |
| 8  | PO   | Keith Fahey           |
| 9  | NA   | Christy Fagan         |
| 10 | NA   | Mark Quigley          |
| 11 | PO   | Killian Brennan       |
| 12 | OB   | Lorcan Fitzgerald     |
| 14 | PO   | James Chambers        |

| Nr | Poz. | Piłkarz         |
| -- | ---- | --------------- |
| 15 | OB   | Kenny Browne    |
| 16 | BR   | Rene Gilmartin  |
| 17 | PO   | Chris Forrester |
| 18 | PO   | Lee Lynch       |
| 19 | PO   | Marco Chindea   |
| 20 | OB   | Seán Hoare      |
| 21 | NA   | Daryl Kavanagh  |
| 22 | PO   | Conor McCormack |
| 23 | NA   | Peter Durrad    |
| 24 | NA   | Sam Verdon      |
| 25 | BR   | Pat Jennings    |
| 26 | PO   | Jack Bayly      |
| 27 | OB   | Daniel Campbell |